# Khu kinh tế tự do
Khu kinh tế tự do (FEZ), lãnh thổ kinh tế tự do (FETs) hay khu vực tự do (FZ) là một lớp đặc khu kinh tế (SEZ) được chỉ định bởi chính quyền thương mại (commerce administrations) và giao dịch (trade) của các quốc gia khác nhau. Đây cũng là tên gọi chung cho các khu kinh tế được thành lập trong một quốc gia nhằm thu hút đầu tư trong và ngoài nước bằng các biện pháp khuyến khích đặc biệt. Thuật ngữ này được sử dụng để nói về các khu vực kinh tế tại đó các công ty bị đánh thuế rất nhẹ hoặc không bị đánh thuế nhằm khuyến khích hoạt động kinh tế. Các quy tắc về thuế cho các khu này được từng quốc gia xác định. Hiệp định WTO về Trợ cấp và Biện pháp đối kháng (SCM) có nội dung về các điều kiện và lợi ích của các khu kinh tế tự do.
Một số khu kinh tế đặc biệt được gọi là các cảng tự do. Đôi khi, trước đây chúng được ưu đãi với các quy định hải quan thuận lợi như cảng Trieste hoàn toàn miễn phí. Trong những năm gần đây, hệ thống cảng tự do đã bị buộc tội tạo điều kiện cho tội phạm nghệ thuật quốc tế, cho phép các tác phẩm nghệ thuật bị đánh cắp vẫn không bị phát hiện do nằm trong kho lưu trữ trong nhiều thập kỷ.

## Định nghĩa
Theo Công ước Kyoto sửa đổi năm 1999, một "khu vực tự do" có nghĩa là một phần lãnh thổ của một bên ký kết mà bất kỳ hàng hóa nào được nêu ra, nhìn theo góc độ thuế nhập khẩu và thuế, được coi là nằm ngoài lãnh thổ hải quan."

## Khái quát
Các biện pháp khuyến khích đặc biệt thường được áp dụng để thu hút đầu tư vào khu kinh tế tự do gồm:
- tạo môi trường kinh doanh thuận lợi (miễn giảm thuế, ít quy chế nhất có thể, chính sách linh hoạt về lao động)
- cơ sở hạ tầng tiện lợi, điều kiện sống thật tốt cho những người làm việc trong khu kinh tế này (dịch vụ giáo dục, dịch vụ y tế, vui chơi-giải trí đạt đẳng cấp quốc tế)
- vị trí địa lý chiến lược (gắn với cảng biển, cảng hàng không quốc tế, gần thị trường tiêu dùng lớn)
- cùng các hỗ trợ và ưu đãi khác.

Việc thành lập các khu kinh tế tự do còn nhằm mục tiêu kích thích phát triển kinh tế tại một số địa phương kém phát triển hơn của quốc gia.        Các nước đầu tư vào đặc khu kinh tế vẫn sẽ bị pháp luật các cơ quan pháp chế, hành chính quản lý theo luật pháp của nước mở đặc khu kinh tế thu hút đầu tư

## Các tên gọi
Trong khi khu kinh tế tự do là tên gọi phổ biến, thì một số nước có thể gọi theo cách khác. Chẳng hạn có thể gọi là khu kinh tế đặc biệt (hay đặc khu kinh tế), khu kinh tế mở, khu thương mại tự do, hay thậm chí đơn giản chỉ là khu kinh tế, khu tự do. Có những khu kinh tế có thể không mang tên gọi chính thức như một trong các tên gọi trên, nhưng vẫn có quy chế hoạt động như một khu kinh tế tự do.
Trong một khu kinh tế tự do có thể gồm nhiều khu chức năng như khu vực phi thuế quan (khu vực bảo thuế), khu công nghiệp, khu chế xuất, khu công nghệ cao, các tiểu khu du lịch, nghỉ dưỡng, giải trí, dịch vụ, v.v...

## Danh sách các khu kinh tế tự do
Sau đây là danh sách một số khu kinh tế tự do trên thế giới, xếp theo quốc gia.

### Anh
- Bến cảng London Docklands

### Ấn Độ
- Khu kinh tế đặc biệt Visakhapatnam
- Khu kinh tế đặc biệt Kandla
- Khu kinh tế đặc biệt Surat
- Khu kinh tế đặc biệt Cochin
- Khu kinh tế đặc biệt Indore
- Khu kinh tế đặc biệt SEEPZ
- Khu kinh tế đặc biệt Jaipur
- Khu kinh tế đặc biệt Madras
- Mahindra City, Chennai
- Khu kinh tế đặc biệt Noida

### Bắc Triều Tiên
- Đặc khu kinh tế Rason

### Belarus
- Khu kinh tế tự do Brest

### Brasil
- khu kinh tế tự do Manaus

### Bulgaria
- khu kinh tế tự do Burgas

### Chile
- khu kinh tế tự do Iquique

### Gruzia
- khu kinh tế tự do Poti, khu kinh tế tự do Samegrelo

### Hàn Quốc
- Khu kinh tế tự do Incheon
- Khu kinh tế tự do Busan-Jinhae
- Khu kinh tế tự do Gwangyang
- Khu kinh tế tự do Daegu
- Khu kinh tế tự do Hoàng Hải

### Iran
- Khu tự do Kish
- Khu tự do Aras
- Khu tự do Anzali
- Khu tự do Arvand
- Khu tự do Chabahar
- Khu tự do Gheshm

### Các Tiểu vương quốc Ả Rập Thống nhất
- Khu tự do Jebel Ali
- Thành phố Internet Dubai
- Thành phố Truyền thông Dubai
- Làng Tri thức Dubai
- Thành phố Y tế Dubai
- Trung tâm Tài chính Quốc tế Dubai
- Khu DuBiotech
- Khu Outsource Dubai
- Khu Sản xuất và Truyền thông Quốc tế
- Thành phố Studio Dubai

### Malaysia
- Khu tự do Port Klang

### Nga
- khu kinh tế tự do Nakhodka
- khu kinh tế tự do Ingushetia
- khu kinh tế tự do Yantar, khu kinh tế tự do Kaliningrad

### Nhật Bản
- Khu thương mại tự do đặc biệt Okinawa

### Philippines
- Khu cảng tự do vịnh Subic
- Khu kinh tế đặc biệt Clark

### Tây Ban Nha
- Khu vực kinh tế Ibiza

### Trung Quốc
- Đặc khu kinh tế Thâm Quyến
- Đặc khu kinh tế Sán Đầu
- Đặc khu kinh tế Chu Hải
- Đặc khu kinh tế Hạ Môn
- Đặc khu kinh tế Hải Nam
- Khu vực Phố Đông của Thượng Hải thực chất cũng là một khu kinh tế tự do, dù tên gọi của nó không phải như vậy và cũng không phải là đặc khu kinh tế.

### Ukraina
- Cảng biển thương mại Odessa.

### Việt Nam
- Khu kinh tế Dung Quất
- Khu kinh tế mở Chu Lai
- Khu kinh tế Nghi Sơn
- Khu kinh tế Phú Quốc
- Khu kinh tế Vân Đồn
- Khu kinh tế Bắc Vân Phong
- Khu kinh tế Đình Vũ – Cát Hải
- Khu thương mại tự do Đà Nẵng (chuẩn bị được Quốc hội cho phép thành lập)